# Keesingia gigas
Keesingia gigas Gershwin, 2014 è una cubomedusa appartenente alla famiglia Alatinidae. La specie è monospecifica nel genere Keesingia.
La K. gigas è stata scoperta dalla direttrice del Marine Stinger Advisory Services, Lisa-Ann Gershwin. Il genus prende il suo nome dal biologo marino John Keesing ed il suo habitat è sulla costa nord ovest dell'Australia. La specie è molto velenosa, capace di causare attraverso la puntura, la sindrome di Irukandji. 
La K. gigas ha la lunghezza di un braccio (da 30 a 50 cm), quindi molto grande visto che le altre meduse Irukandji sono al più grandi quanto un dito. È unica nel non avere nessun tentacolo. Anche se fotografato negli anni ottanta, un esemplare di K. gigas non è stato catturato prima del 2013, il che ha permesso studiarne il DNA ed identificare le Keesingia come nuova specie.